# Rai Isoradio
Rai Isoradio es un servicio de radio de información vial italiano dedicado a proporcionar informes de tráfico actualizados (conocidos como Onda Verde) e informes meteorológicos proporcionados por Aeronautica Militare, anuncios de servicio público de varios gobiernos y organismos públicos, noticias ferroviarias de Ferrovie dello Stato Italiane, boletines de noticias de GR1, TG3 y música.
En colaboración con  Autostrade per l'Italia  y  Autostrada dei Fiori , Rai Isoradio cubre todas las carreteras italianas (principalmente a 103,3 MHz). Por la noche (de 12:30 a. m. A 5:30 a. m., llamada Isonotte), la cadena también emite música italiana independiente de forma continua (interrumpido por información de tráfico cada 30 minutos).